# Nethinius punctatus
Nethinius punctatus là một loài bọ cánh cứng trong họ Cerambycidae.